# Ardabíl
Ardabíl (persky اردبیل) je město na severozápadě Íránu, které je metropolí stejnojmenné provincie. Město leží na náhorní plošině pod horou Sabalan a vyznačuje se drsným klimatem. Má 560 000 obyvatel, převážně Azerů. Ve městě je pohřben šejch Safíuddín, jeden ze zakladatelů súfismu, na jehož učení navázali Safíovci. Jeho hrobka je památkou Světového dědictví UNESCO 
Město pochází ze zoroastriánských časů; původní podoba názvu Artavil odkazuje na posvátný spis Avesta. 23. března 893 bylo zničeno zemětřesením, které bývá řazeno k nejničivějším v dějinách (počet obětí se odhaduje na sto padesát tisíc). Ve městě byl vytvořen Ardabílský koberec ze 16. století, uložený v londýnském Victoria and Albert Museum.
Ardabíl má dvě vysoké školy (Mohagheghovu univerzitu a lékařskou univerzitu), vlastní televizní stanici, krytý bazar z 18. století, mešitu Mirza Ali Akbar a kostel arménské církve. Nejdůležitějším průmyslem je textilní.